# Poczet cesarzy rzymskich
Poczet cesarzy rzymskich – książka autorstwa profesora Aleksandra Krawczuka, polskiego historyka starożytności. Początkowo została wydana jako dwa osobne tomy, pierwszy w 1986 i obejmujący okres pryncypatu, a druga - która została wydana w roku 1991 – obejmuje dominat. W roku 2001 pojawiło się jednotomowe wydanie tej książki, które zawiera również Kalendarium Cesarstwa Rzymskiego; wznowione w 2011 roku.

## O książce
Książka zawiera blisko 80 biogramów cesarzy rzymskich od Augusta do Romulusa Augustulusa. Poczet jednak otwiera Gajusz Juliusz Cezar (który stworzył podwaliny pod stworzenie Cesarstwa Rzymskiego), a zamyka je Romulus Augustulus, ostatni cesarz na zachodzie.
Książka przedstawia między innymi: pochodzenie władców, życie prywatne cesarzy (również jeszcze przed wyborem), okresy ich rządów, walki o władzę poszczególnych władców, rozwój terytorialny cesarstwa, opisy wojen z wrogami zewnętrznymi oraz wewnętrznymi, reformy przeprowadzone w cesarstwie, sprawy religijne pod panowaniem danych cesarzy i wiele innych aspektów.
Książka dzieli się na cztery główne rozdziały:
- Pryncypat – okres obejmujący lata 27–235 (od Augusta, założyciela Cesarstwa, aż do Aleksandra Sewera), klasyczna epoka cesarstwa, gdy było ono największe terytorialnie, najpotężniejsze militarnie oraz najbardziej rozwinięte cywilizacyjnie. Cesarze z tego okresu są również najlepiej ukazani ze względu na dużą ilość źródeł.
- Kryzys – okres obejmujący lata 235–284 (od Maksymina Traka do Karynusa i Numeriana),  niemal pięćdziesiąt lat kryzysu gospodarczego i politycznego. W tych latach przewinęła się duża liczba władców oraz uzurpatorów. Gospodarka została prawie doszczętnie zniszczona a wrogowie wdzierali się w granice cesarstwa.
- Dominat – obejmuje lata 284–395, (od Dioklecjana do Teodozjusza Wielkiego), okres zapoczątkowany przez Dioklecjana, który ustanowił Tetrarchię, czyli rządy 4 cesarzy. Dzięki reformom sytuacja w cesarstwie (po kryzysie) została ustabilizowana a chrześcijaństwo z czasem zostało uznane za religię panującą.
- Rozpad – obejmuje lata 395–476, (od Honoriusza do Romulusa Augustulusa, ostatniego cesarza), końcowy okres cesarstwa po podziale go między synów Teodozjusza Wielkiego aż do upadku w 476 roku. Zostali tu ukazani tylko cesarze Cesarstwa Zachodniorzymskiego.